# Lagothrix
Lagotriches, Singes laineux
Genre
Les Lagotriches ou Singes laineux (Lagothrix) sont un genre qui comprend des espèces de singes sud-américains. Ces singes se distinguent des Atèles par les pouces et les bras courts. Leur pelage est une toison douce et laineuse. Ils sont lents et dignes dans leurs mouvements. 

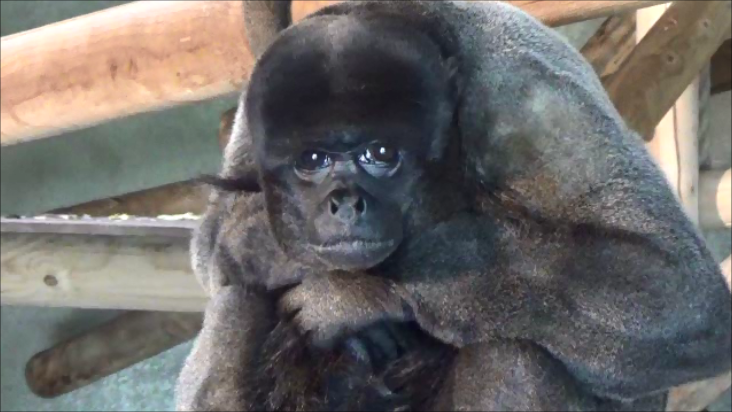
Lagothrix lagotricha zoologique paris

La structure sociale de cette espèce est un groupe de mâles et de femelles, de tous âges, pouvant regrouper 18 à 45 individus. Pour communiquer il utilise une technique bien particulière : il lèche le sol et frotte sa poitrine ou ses glandes anales au même endroit. Les odeurs déposées servent à des marqueurs pour la reproduction, à délimiter un territoire pour les mâles et le signalement de leur statut.  

## Étymologie
En 1812, Étienne Geoffroy Saint-Hilaire nomma le genre Lagothrix , dont le nom dérive du grec ancien λαγως (lagos) signifiant « lièvre », et θριξ (thrix) signifiant « poil ».

## Une espèce en danger
Toutes les espèces de singes laineux sont menacées, elles sont classées « vulnérable », « en danger », ou « en danger critique » par l’union internationale pour la conservation de la nature (UICN). Ils sont recherchés pour leur viande et capturés pour alimenter un marché noir d’animaux de compagnie exotiques. 
Rarissimes en captivité, des lagotriches ne sont visibles en France qu'à la Vallée des singes et au zoo de Vincennes.

## Liste d'espèces
Selon Mammal Species of the World (version 3, 2005)  (10 mai 2011), NCBI (10 mai 2011) & Animal Diversity Web (10 mai 2011) :
- Lagothrix cana (considéré comme Lagothrix lagotricha ssp. cana par d'autres)
- Lagothrix lagothricha — Lagotriche commun, Lagotriche de Humboldt ou Lagotriche gris
- Lagothrix lugens (considéré comme Lagothrix lagothricha ssp. lugens par d'autres)
- Lagothrix poeppigii (considéré comme Lagothrix lagothricha ssp. poeppigii par d'autres)

Selon ITIS (10 mai 2011) & Catalogue of Life (10 mai 2011):
- Lagothrix flavicauda Humboldt, 1812 (considéré comme Oreonax flavicauda par d'autres) — Lagotriche à queue jaune
- Lagothrix lagothricha (Humboldt, 1812)